# Акти Кавказької археографічної комісії

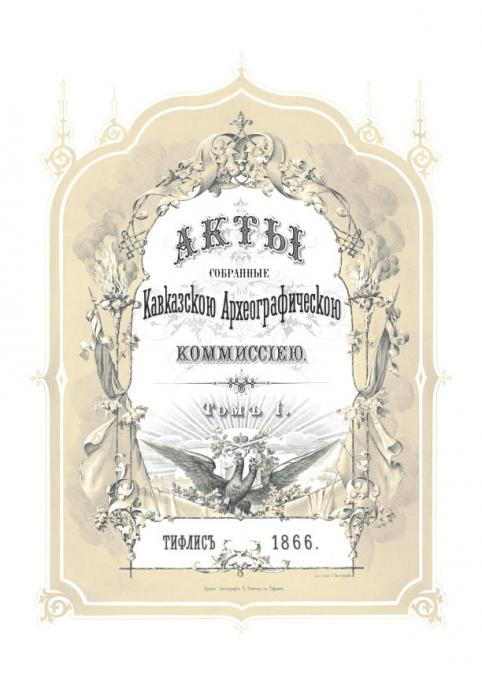
Титульна сторінка Актів

Акти Кавказької археографічної комісії (АКАК) рос. Акты Кавказской Археографической комиссии повна назва рос. Акты, собранные Кавказскою Археографическою Коммиссіею — серія документів з історії Кавказу з Х сторіччя по 1862 рік видана за ініціативою російської влади. Складається з 12 томів, причому шостий том в двох книгах, виданих в 1866—1904 роках.
В АКАК видано цінні джерела з історії народів Кавказу: арабська хроніка 922 року, фірмани, гуджари (жалуванні грамоти) та інші акти головно XIV — перхої половини XIX століть грузинською, вірменською, російською, арабською, турецькою, татарською мовами, а також родоводи місцевих ханів та султанів. В основному АКАК містить документи 1762—1862 років, що стосуються історії Кавказу та його підкорення Росією, російсько-іранські та російсько-турецькі війни, Кримську війну, визвольну боротьбу гірських народів (офіційне листування, звіти вищого командування, слідчі документи і т. п), є окремі документи про селянські повстання. Видання АКАК мало на меті обґрунтування колоніальної політики Російської імперії на Кавказі, що вплинуло на підбір документів та їх систематизацію — головно зібрані джерела з військової історії, мало документів з історії економіки та соціальних стосунків, кожен том включає документи за час правління того чи іншого намісника. Видання має багато недоліків з археографічного боку — різна система викладу матеріалу всередині томів, відсутність перехресних посилань, легенд, глухі заголовки, помилки в передачі тексту тощо. Однак через загибель значної частини архівного фонду на основі якого складалася АКАК це видання є дуже цінним джерелом з історії Кавказу в XIX столітті.